# Suzumiya Haruhi no Yūutsu
Suzumiya Haruhi no Yūutsu (涼宮ハルヒの憂鬱, lit. La Malenconia de Haruhi Suzumiya) és una sèrie anime de l'any 2006 que tracta sobre una noia que, sense saber-ho, té el poder de canviar la realitat. La història està basada en una sèrie de novel·les, la primera de les quals rep el mateix nom, creades per l'escriptor Nagaru Tanigawa i il·lustrades per Noizi Ito. L'adaptació a anime, dirigida per Tatsuya Ishihara i produïda a l'estudi Kyoto Animation, tracta de la història de la primera novel·la, dividida en sis episodis entre els quals s'intercalen altres episodis basats en capítols de la tercera, cinquena i sisena novel·la. El novè episodi, "Un dia sota la pluja", narra una història nova que Tanigawa va escriure específicament per l'anime. Els catorze episodis de què consta la primera temporada van emetre's al Japó des del 2 d'abril de 2006 fins al 2 de juliol del mateix any. Els episodis, però, no van ser emesos en un ordre cronològic.

## Argument
Suzumiya Haruhi no Yūutsu tracta de la vida de l'estudianta de secundària superior Haruhi Suzumiya i d'aquells que queden atrapats en les seves bogeries. Encara que Haruhi és el personatge central, la història és contada des del punt de vista de Kyon, un dels seus companys de classe.
Kyon és un estudiant de secundària superior que recentment ha deixat enrere les seves fantasies de successos paranormals, viatgers del temps, i aliens, juntament amb l'escola secundària inferior. No obstant això, quan tria parlar amb una noia excèntrica que respon al nom de Haruhi Suzumiya el primer dia de classe, intencionalment deslliga una cadena d'esdeveniments que els duen a situacions enterament diferents del món real.
Haruhi cerca entre tots els clubs de l'escola algun que li interessi, però tan sols troba insatisfacció en ells, tot i que és bona en pràcticament qualsevol tasca que es proposa. Kyon fa una observació maliciosa de les seves accions i accidentalment dona a Haruhi la idea de fundar ella mateixa un club. Haruhi recluta Kyon per força perquè l'ajudi a fundar el club, al que anomena Brigada SOS, encara que a ell tan sols li interessa protegir a altres víctimes indefenses dels "arrests voluntaris" de Haruhi. A mesura que la història va progressant, es revela que cadascuna d'aquestes suposades "víctimes indefenses" té una raó de ser-hi.
Una mica més tard, Kyon es fa la pregunta de "Qui és Haruhi per a ell?", i coses per l'estil, adonant-se de l'important que és el punt de vista que té Kyon de Haruhi.

## Personatges
La història se centra en els cinc membres de la Brigada SOS.
Kyon (キョン, Kyon)
Seiyū: Tomokazu Sugita
És el protagonista de la història. Va començar a parlar amb Haruhi només per curiositat. Aleshores és reclutat al club, encara no conscient de tot el que vindrà. Quan altres dos membres són "reclutats" per Haruhi, Kyon decideix quedar-se per a assegurar-se que les idees boges de Haruhi no els facen cap mal. Es dedica a detenir Haruhi perquè no arribe massa lluny. La major part del temps, però, no ho aconsegueix. Es fixa en Mikuru i sempre tracta de salvar-la quan Haruhi l'"ataca" i els seus sentiments cap a Haruhi no es veuen clarament. La història la narra ell, des del seu punt de vista i des de les seues vivències, que amb el pas del temps es tornen cada vegada més extraordinàries.
Haruhi Suzumiya (涼宮 ハルヒ, Suzumiya Haruhi)
Seiyū: Aya Hirano
La fundadora del club i heroïna de la sèrie, és una xica energètica i freqüentment excèntrica qui va fundar la Brigada SOS després de parlar amb l'única persona que entaularia una conversa amb ella, un company de classe de sobrenom Kyon. La raó principal per la qual va fundar el club va ser per a trobar aliens, viatgers del temps, personatges amb poders sobrenaturals, i éssers d'altra dimensió sota el lema de la Brigada SOS, destinada per a "salvar al món de l'avorriment amb una sobredosi de diversió". No se sap ben bé si té sentiments cap a Kyon, però en un capítol es mostra que ella decideix crear un nou món i l'únic ésser humà que tria per a acompanyar-la (o no destruir-lo) és el seu company Kyon.
Yuki Nagato (長門 有希, Nagato Yuki)
Seiyū: Minori Chihara
Una bibliòfila a qui li encanta llegir sola. Fou enviada a la Terra per a vigilar Suzumiya, que des del punt de vista dels caps, és una criatura capaç de canviar dades a voluntat i crear-los del no-res; ja que del món del qual ve no hi ha interfícies físiques. Ella ha vingut a la recerca de l'esperança d'autoevolució per a la seua espècie.
Mikuru Asahina (朝比奈 みくる, Asahina Mikuru)
Seiyū: Yuko Goto
És un any més gran que els altres. És considerada per Haruhi com a la mascota oficial de la Brigada SOS i l'obliga a usar un sense fi de disfresses. Una de les més utilitzades és el de minyona, amb la qual està molt a gust i també s'encarrega de proveir de te als altres integrants de la Brigada. És una autoproclamada "viatgera en el temps". Ha vingut a eixa època perquè tres anys abans va passar un terratrèmol temporal provocat per Haruhi. Vinguda del futur, la majoria de la informació que posseeix és "informació classificada" i no coneix els seus caps.
Itsuki Koizumi (古泉 一樹, Koizumi Itsuki)
Seiyū: Daisuke Ono
L'últim membre oficial. Koizumi s'unix a la Brigada després d'un traspàs d'aquest al col·legi a la meitat del curs, cosa que ella considera una mica misteriós. Sempre es troba somrient i més que amatent a donar-lo tot en les estranyes exigències de Haruhi. És un èsper autoproclamat. És molt feliç en la Brigada SOS, ja que creu que Haruhi és una persona agradable i creu que Kyon és el seu xicot. Els seus poders estan sempre en pausa, excepte quan Suzumiya es troba sota pressió, estrès o de mal humor. En aquest moment llavors acaba generant "espais segellats" en els quals habiten uns éssers denominats "Avatars" que s'encarreguen de destruir tot al seu pas, fent posar el món en risc de desaparèixer. Koizumi juntament amb els del seu equip, treballadors per a l'Agència, s'encarrega de destruir aquests éssers.
Els tres últims membres van ser enviats pel seu grup particular per a investigar Haruhi Suzumiya, que aparenta tenir poders extraordinaris, semblants als d'un Déu, com el poder de refer el món a parer seu. No obstant això, Haruhi no s'adona que té tal poder i tampoc que el seu propi club conté la gent que ha estat cercant.

## Adaptacions

### Novel·les lleugeres
Suzumiya Haruhi No Yuutsu fou escrita per Nagaru Tanigawa i il·lustrada per Noizi Ito. Fou publicada originalment per Kadokawa Shoten, el juny 6 del 2003 i és la base per a l'adaptació de l'anime. Va ser la primera novel·la d'una sèrie que va incloure 10 volums i que encara es publica al Japó. L'agost del 2020 es va anunciar la 12a novel·la, que sortirà a la venda el 25 de novembre en digital, després de nou anys sense publicar.
Com a nota, de manera semblant a l'anime, les novel·les tampoc estan en estricte ordre cronològic
| Títol en Català ·                             | Kana/Kanji ·          | Rōmaji ·                         | Data de publicació     | ISBN                   |
| --------------------------------------------- | --------------------- | -------------------------------- | ---------------------- | ---------------------- |
| La malenconia de Haruhi Suzumiya              | 涼宮ハルヒの憂鬱      | Suzumiya Haruhi no Yūutsu        | 6 de juny de 2003      | ISBN 978-4-04-429201-0 |
| Els sospirs de Haruhi Suzumiya                | 涼宮ハルヒの溜息      | Suzumiya Haruhi no Tameiki       | 30 de setembre de 2003 | ISBN 978-4-04-429202-7 |
| L'avorriment de Haruhi Suzumiya               | 涼宮ハルヒの退屈      | Suzumiya Haruhi no Taikutsu      | 27 de desembre de 2003 | ISBN 978-4-04-429203-4 |
| La desaparició de Haruhi Suzumiya             | 涼宮ハルヒの消失      | Suzumiya Haruhi no Shōshitsu     | 31 de juliol de 2004   | ISBN 978-4-04-429204-1 |
| El descontrol de Haruhi Suzumiya              | 涼宮ハルヒの暴走      | Suzumiya Haruhi no Bōsō          | 30 de setembre de 2004 | ISBN 978-4-04-429205-8 |
| Les inquietuds de Haruhi Suzumiya             | 涼宮ハルヒの動揺      | Suzumiya Haruhi no Dōyō          | 31 de març de 2005     | ISBN 978-4-04-429206-5 |
| Les conspiracions de Haruhi Suzumiya          | 涼宮ハルヒの陰謀      | Suzumiya Haruhi no Inbō          | 31 d'agost de 2005     | ISBN 978-4-04-429207-2 |
| La indignació de Haruhi Suzumiya              | 涼宮ハルヒの憤慨      | Suzumiya Haruhi no Fungai        | 1 de maig de 2006      | ISBN 978-4-04-429208-9 |
| La dissociació de Haruhi Suzumiya             | 涼宮ハルヒの分裂      | Suzumiya Haruhi no Bunretsu      | 1 d'abril de 2007      | ISBN 978-4-04-429209-6 |
| La sorpresa de Haruhi Suzumiya (primera part) | 涼宮ハルヒの驚愕 (前) | Suzumiya Haruhi no Kyōgaku (Zen) | 25 de maig de 2011     | ISBN 978-4-04-429211-9 |
| La sorpresa de Haruhi Suzumiya (segona part)  | 涼宮ハルヒの驚愕 (後) | Suzumiya Haruhi no Kyōgaku (Go)  | 15 de juny de 2011     | ISBN 978-4-04-429212-6 |
| La intuïció de Haruhi Suzumiya                | 涼宮ハルヒの直観      | Suzumiya Haruhi no Chokkan       | 25 de novembre de 2020 | ISBN 978-4-04-110792-8 |

### Manga
Kadokawa Shoten va publicar dues adaptacions en manga de les novel·les lleugeres de Haruhi Suzumiya. La primera, il·lustrada per Mizuno Makoto, eixí en maig de 2004 i acabà en desembre de 2004, i la segona, il·lustrada per Gaku Tsukano, es començà a publicar el novembre de 2005 i encara està en producció. S'han publicat fins ara 4 Tankobon.

### Anime
Suzumiya Haruhi fou dirigida per Tatsuya Ishihara i feta pels estudis Kyoto Animation. Es va començar a transmetre al Japó el 2 d'abril de 2006 i va constar de 14 episodis.

### Episodis

#### Emissió 2006
| Ordre   | Ordre      | Títol                        | Títol                              | Títol                                        | Data d'emissió al Japó |
| Emissió | Cronològic | Kana/kanji ·                 | Rōmaji ·                           | Traducció ·                                  | Data d'emissió al Japó |
| 01      | 11         | 朝比奈ミクルの冒険 Episode00 | Asahina Mikuru no Bōken Episode 00 | Les aventures de Mikuru Asahina. Episodi 00. | 02-04-2006             |
| 02      | 01         | 涼宮ハルヒの憂鬱I            | Suzumiya Haruhi no Yūutsu I        | La malenconia de Haruhi Suzumiya I           | 09-04-2006             |
| 03      | 02         | 涼宮ハルヒの憂鬱II           | Suzumiya Haruhi no Yūutsu II       | La malenconia de Haruhi Suzumiya II          | 16-04-2006             |
| 04      | 07         | 涼宮ハルヒの退屈             | Suzumiya Haruhi no Taikutsu        | L'avorriment de Haruhi Suzumiya              | 23-04-2006             |
| 05      | 03         | 涼宮ハルヒの憂鬱III          | Suzumiya Haruhi no Yūutsu III      | La malenconia de Haruhi Suzumiya III         | 30-04-2006             |
| 06      | 09         | 孤島症候群(前編)             | Kotō Shōkōgun (Zenpen)             | Síndrome de l'illa deserta (1a part)         | 07-05-2006             |
| 07      | 08         | ミステリックサイン           | Mystérique Sign                    | Senyal misteriós                             | 14-05-2006             |
| 08      | 10         | 孤島症候群(後編)             | Kotō Shōkōgun (Kōhen)              | Síndrome de l'illa deserta (2a part)         | 21-05-2006             |
| 09      | 14         | サムデイ イン ザ レイン      | Someday in the Rain                | Un dia qualsevol sota la pluja               | 28-05-2006             |
| 10      | 04         | 涼宮ハルヒの憂鬱IV           | Suzumiya Haruhi no Yūutsu IV       | La malenconia de Haruhi Suzumiya IV          | 04-06-2006             |
| 11      | 13         | 射手座の日                   | Iteza no Hi                        | El dia de Sagitari                           | 11-06-2006             |
| 12      | 12         | ライブアライブ               | Live a Live                        | Viu un directe                               | 18-06-2006             |
| 13      | 05         | 涼宮ハルヒの憂鬱V            | Suzumiya Haruhi no Yūutsu V        | La malenconia de Haruhi Suzumiya V           | 25-06-2006             |
| 14      | 06         | 涼宮ハルヒの憂鬱VI           | Suzumiya Haruhi no Yūutsu VI       | La malenconia de Haruhi Suzumiya VI          | 02-07-2006             |

#### Emissió 2009
Durant l'estiu del 2009 es va emetre una reposició de la primera temporada de la sèrie per ordre cronològic, on per sorpresa es van emetre diversos episodis nous intercalats amb els antics, per fer un total de 28 episodis. L'emissió havia estat precedida per un fort debat entre els seguidors de les sèries sobre si hi hauria o no una segona temporada.
En negreta els nous episodis.
| Ordre | Títol                        | Títol                              | Títol                                        | Data d'emissió al Japó |
| Ordre | Kana/kanji ·                 | Rōmaji ·                           | Traducció ·                                  | Data d'emissió al Japó |
| 01    | 涼宮ハルヒの憂鬱I            | Suzumiya Haruhi no Yūutsu I        | La malenconia de Haruhi Suzumiya I           | 03-04-2009             |
| 02    | 涼宮ハルヒの憂鬱II           | Suzumiya Haruhi no Yūutsu II       | La malenconia de Haruhi Suzumiya II          | 10-04-2009             |
| 03    | 涼宮ハルヒの憂鬱III          | Suzumiya Haruhi no Yūutsu III      | La malenconia de Haruhi Suzumiya III         | 17-04-2009             |
| 04    | 涼宮ハルヒの憂鬱IV           | Suzumiya Haruhi no Yūutsu IV       | La malenconia de Haruhi Suzumiya IV          | 24-04-2009             |
| 05    | 涼宮ハルヒの憂鬱V            | Suzumiya Haruhi no Yūutsu V        | La malenconia de Haruhi Suzumiya V           | 01-05-2009             |
| 06    | 涼宮ハルヒの憂鬱VI           | Suzumiya Haruhi no Yūutsu VI       | La malenconia de Haruhi Suzumiya VI          | 08-05-2009             |
| 07    | 涼宮ハルヒの退屈             | Suzumiya Haruhi no Taikutsu        | L'avorriment de Haruhi Suzumiya              | 15-05-2009             |
| 08    | 笹の葉ラプソディ             | Sasa no Ha Rhapsody                | Rapsòdia d'una fulla de bambú                | 22-05-2009             |
| 09    | ミステリックサイン           | Mystérique Sign                    | Senyal misteriós                             | 29-05-2009             |
| 10    | 孤島症候群(前編)             | Kotō Shōkōgun (Zenpen)             | Síndrome de l'illa deserta (1a part)         | 05-06-2009             |
| 11    | 孤島症候群(後編)             | Kotō Shōkōgun (Kōhen)              | Síndrome de l'illa deserta (2a part)         | 12-06-2009             |
| 12    | エンドレスエイト             | Endless Eight                      | Vuit interminable                            | 19-06-2009             |
| 13    | エンドレスエイト             | Endless Eight                      | Vuit interminable                            | 26-06-2009             |
| 14    | エンドレスエイト             | Endless Eight                      | Vuit interminable                            | 03-07-2009             |
| 15    | エンドレスエイト             | Endless Eight                      | Vuit interminable                            | 10-07-2009             |
| 16    | エンドレスエイト             | Endless Eight                      | Vuit interminable                            | 17-07-2009             |
| 17    | エンドレスエイト             | Endless Eight                      | Vuit interminable                            | 24-07-2009             |
| 18    | エンドレスエイト             | Endless Eight                      | Vuit interminable                            | 31-07-2009             |
| 19    | エンドレスエイト             | Endless Eight                      | Vuit interminable                            | 07-08-2009             |
| 20    | 涼宮ハルヒの溜息I            | Suzumiya Haruhi no Tameiki I       | Els sospirs de Haruhi Suzumiya I             | 14-08-2009             |
| 21    | 涼宮ハルヒの溜息II           | Suzumiya Haruhi no Tameiki II      | Els sospirs de Haruhi Suzumiya II            | 21-08-2009             |
| 22    | 涼宮ハルヒの溜息III          | Suzumiya Haruhi no Tameiki III     | Els sospirs de Haruhi Suzumiya III           | 28-08-2009             |
| 23    | 涼宮ハルヒの溜息IV           | Suzumiya Haruhi no Tameiki IV      | Els sospirs de Haruhi Suzumiya IV            | 03-09-2009             |
| 24    | 涼宮ハルヒの溜息V            | Suzumiya Haruhi no Tameiki V       | Els sospirs de Haruhi Suzumiya V             | 10-09-2009             |
| 25    | 朝比奈ミクルの冒険 Episode00 | Asahina Mikuru no Bōken Episode 00 | Les aventures de Mikuru Asahina. Episodi 00. | 17-09-2009             |
| 26    | ライブアライブ               | Live a Live                        | Viu un directe                               | 25-09-2009             |
| 27    | 射手座の日                   | Iteza no Hi                        | El dia de Sagitari                           | 02-10-2009             |
| 28    | サムデイ イン ザ レイン      | Someday in the Rain                | Un dia qualsevol sota la pluja               | 09-10-2009             |